# جوناس نيلسون
جوناس نيلسون (بالسويدية: Jonas Nilsson)‏ هو متزحلق جبال الألب سويدي، ولد في 7 مارس 1963 في Hedemora ‏ في السويد.

## وصلات خارجية
- جوناس نيلسون على موقع الاتحاد الدولي للتزلج (التزلج على المنحدرات الثلجية) (الإنجليزية)
- جوناس نيلسون على موقع أوليمبيديا (الإنجليزية)
- جوناس نيلسون على موقع اللجنة الأولمبية السويدية (السويدية)